# Jean-François Champollion
Jean-François Champollion (ur. 23 grudnia 1790 w Figeac, zm. 4 marca 1832 w Paryżu) – francuski językoznawca, archeolog, egiptolog i poliglota. Uznawany za twórcę nowoczesnej egiptologii.

## Przydomki
Niekiedy nazywany Champollion le Jeune (Champollion Młody), w odróżnieniu od starszego brata, Jacques’a-Josepha Champollion-Figeaca (1778–1867), jego pierwszego nauczyciela, który był archeologiem, paleografem, profesorem greki w Grenoble i kuratorem manuskryptów we francuskiej Bibliotece Narodowej, a przy tym samoukiem. Z racji ciemnej karnacji i obrysu twarzy o cechach orientalnych młodszy Champollion zwany był także (już w wieku dorosłym) „Egipcjaninem”.

## Życie prywatne
Jean-François Champollion urodził się 23 grudnia 1790 o godzinie drugiej w nocy, w miasteczku Figeac, w Delfinacie (franc. Dauphiné) w południowo-wschodniej Francji. Był najmłodszym synem Jacques’a Champolliona, właściciela księgarni i jego żony Jeanne François z domu Gualieu. W wieku pięciu lat samodzielnie nauczył się czytać. Nauczycielami młodego Champolliona były jego siostry: Térèsa, Pétronilla i Marie Jeanne oraz starszy brat Jacques Joseph, ponieważ rewolucja doprowadziła do zamknięcia szkół kościelnych. Nie mając jeszcze siedmiu lat pierwszy raz usłyszał słowo Egipt przy okazji planowanego przez brata udziału w wyprawie napoleońskiej, który jednak nie doszedł do skutku. Kiedy było to już możliwe, Jean François został wysłany do szkoły podstawowej, gdzie obowiązkowa matematyka i ortografia (za którymi Champollion nie przepadał) spowodowały wynajęcie przez rodziców prywatnego nauczyciela.

## Edukacja i pierwsze książki
W szkole podstawowej w Figeac, a następnie w Grenoble, do której uczęszczał, młody Champollion wyróżniał się absolutną pamięcią i nieprzeciętnym talentem do nauki języków. W nowej szkole nauczył się łaciny i greki, a następnie rozpoczął studiowanie arabskiego, hebrajskiego i syriackiego. W Grenoble ukończył także liceum państwowe, utrzymując się ze stypendium i dzięki hojności brata. W wieku 12 lat napisał swoją pierwszą książkę Żywoty słynnych psów, a w wieku 13 lat – historię świata Od Adama do Champolliona młodszego. Champollion studiował następujące języki: łacinę, grekę, hebrajski, arabski, koptyjski, syryjski, perski, sanskryt i chiński.

## Kariera naukowa
W wieku 11 lat, przy okazji spotkania ze słynnym uczonym i byłym sekretarzem Instytutu Egipskiego w Kairze Jeanem Baptistą Fourierem, zetknął się po raz pierwszy z hieroglifami i już wówczas postanowił, że je kiedyś odczyta.
W 1807 zbuntował się przeciwko programowi edukacji narzucającemu przymusową matematykę i zdecydował się na studia języków starożytnych w Paryżu. W lecie tego samego roku opracował pierwszą historyczną mapę Egiptu i rozpoczął zbieranie materiałów do swojej książki Egipt pod panowaniem faraonów, która w całości ukazała się siedem lat później. Po przedstawieniu przed komisją Akademii ukończonego wstępu wspomnianego wyżej dzieła został, w wieku zaledwie siedemnastu lat, przyjęty do Akademii w Grenoble. Chcąc odczytać hieroglify posłużył się językiem koptyjskim, którego nauczył się od egipskiego księdza. Jednocześnie studiował w Collège de France, École des Langues Orientales i Bibliothéque Nationale w Paryżu. Rozpoczął także naukę pod kierunkiem specjalisty językowego, Silvestre’a de Sacy. Prowadził w tym czasie bardzo skromne życie, będąc na utrzymaniu brata.
10 lipca 1809 Champollion został profesorem historii starożytnej na uniwersytecie w Grenoble, gdzie zatrudniono również jego brata, Jacques’a-Josepha. Jean François nie był jednak zadowolony z tej pracy, z uwagi na niską pensję i kłopotliwe uczenie kolegów z liceum. W 1813 oświadczył się Rosine Blanc, córce zamożnego rękawicznika, jednak rodzina nie wyraziła zgody na to małżeństwo. Po upadku Napoleona w 1814 należał do krytyków monarchii burbońskiej i kiedy cesarz powrócił z Elby i w marcu 1815 wkroczył do Grenoble, wśród witających go byli bracia Champollion. Napoleon rozmawiał wtedy z młodym profesorem historii o jego pracach nad słownikiem języka koptyjskiego. Z powodu głośnego wyrażania swoich poglądów (sympatie pronapoleońskie), po klęsce Napoleona obaj bracia zostali w 1816 r. zwolnieni ze stanowisk w Grenoble i powrócili do Figeac. Rok później Jean François znów mieszkał w Grenoble, gdzie w 1818 ożenił się wreszcie z Rosine Blanc.

## Odczytanie hieroglifów

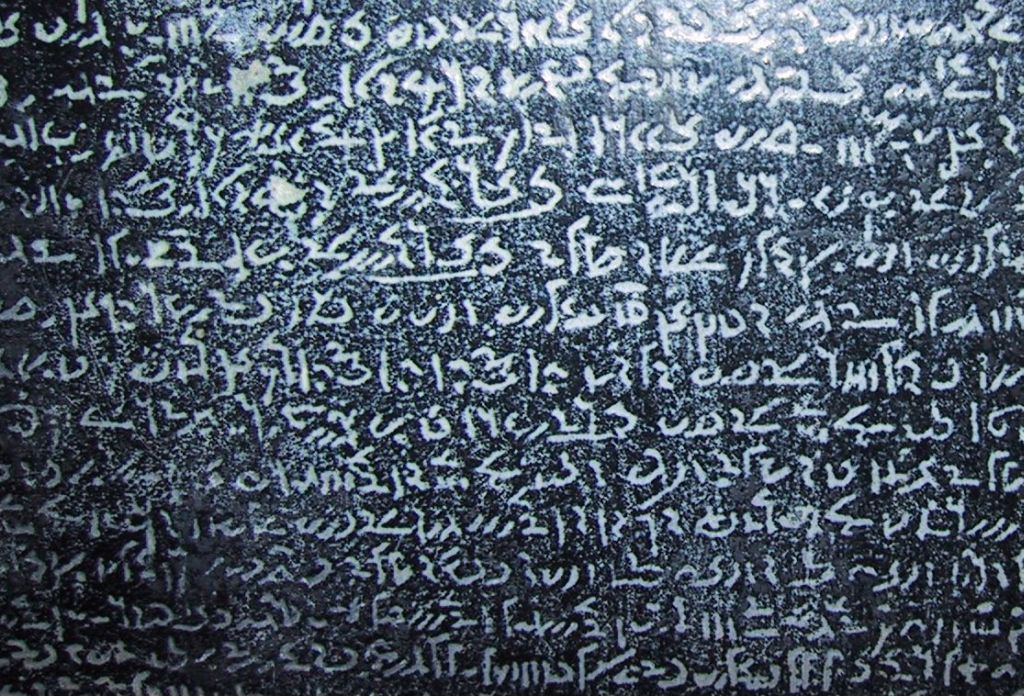
Inskrypcja demotyczna na Kamieniu z Rosetty

Podczas dwóch lat pobytu w areszcie domowym zajmował się studiowaniem inskrypcji na „Kamieniu z Rosetty”, zbierając w międzyczasie spory materiał porównawczy. Francuski architekt Jean Nicolas Kuyot, przyjaciel Champolliona, odbył w latach 1818–1819 podróż do Egiptu, z której przywiózł koledze sporządzone przez siebie kopie napisów hieroglificznych. Champollion skorzystał także z inskrypcji, jakimi pokryty był odnaleziony w 1815 roku obelisk z File. Porównując kartusze Kleopatry z kartuszami wyrytymi na kamieniu z Rosetty uzyskał wstępne wyniki, konieczne do odczytania pisma hieroglificznego.
W 1822 odczytał egipskie hieroglify na podstawie inskrypcji na kamieniu z Rosetty oraz analizy języka koptyjskiego, ostatniej fazy rozwojowej języka dawnych Egipcjan. Udowodnił, że egipskie hieroglify opierały się na zasadzie fonetyczności zapisu. Swoje spostrzeżenia przedstawił w artykule pt. „List do Pana Dacier dotyczący alfabetu hieroglifów fonetycznych” (Dacier był sekretarzem francuskiej Akademii Inskrypcji i Literatury).
W 1824 Champollion opublikował kolejne swoje dzieło pt. „Zarys systemu hieroglificznego”, w którym wyłożył całość swoich osiągnięć potwierdzając jeszcze raz niezaprzeczalność swojego odkrycia.
W tym również roku 2 kwietnia państwu Champollion urodziła się jedyna córka Zorajda.
Włosi pozytywnie przyjęli odkrycie. W 1824 roku Champollion przyjął zaproszenie z ich strony i zajął się katalogowaniem kolekcji egiptologicznej w Turynie. Przez pół roku czytał inskrypcje na oryginalnych zabytkach, o czym marzył od lat. Podjął się również poskładania fragmentów słynnego „Kanonu turyńskiego”. Opis kolekcji Drovettiego opublikował w formie dwóch „listów”. Champollion odniósł wielki sukces, co zaowocowało zaproszeniami od uczonych, koronowanych głów, a także papieża Leona XII. Champollion odwiedził wtedy również Neapol i Florencję.
W 1826 roku rząd zlecił mu podróż do Livorno, portu położonego niedaleko Pizy. Champollion zakupił tam dla Luwru egipskie zbiory angielskiego konsula w Egipcie, Henry’ego Salta. Podczas wykonywania zlecenia otrzymał z Paryża list z informacją, że został mianowany kierownikiem działu sztuki egipskiej w Luwrze. Zgromadzoną kolekcję poszerzył o obiekty zakupione od Drovettiego.

## Wyprawa do Egiptu

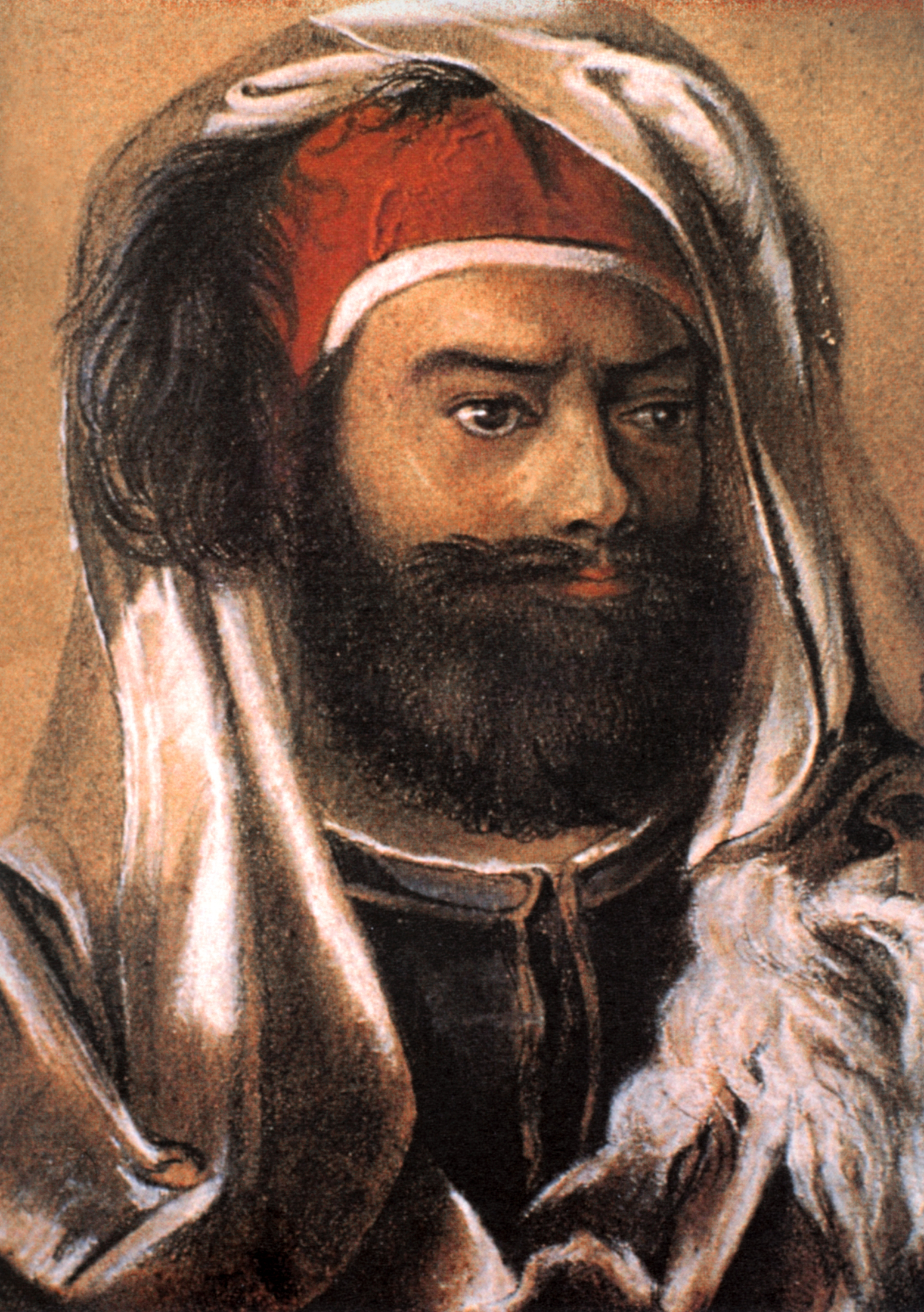
Champollion podczas wyprawy do Egiptu. Obraz Giuseppe Angelelliego

W latach 1828–1829 Champollion, wraz z włoskim egiptologiem Rosellinim oraz grupą rysowników i architektów, wziął udział we francusko-toskańskiej ekspedycji naukowej do Egiptu. Nie prowadził prac wykopaliskowych, ale poznawał zabytki i odczytywał inskrypcje hieroglificzne, odwiedzając m.in. Memfis, Amarnę, Abu Simbel i Denderę. Rysownicy, którzy weszli w skład ekspedycji to: Nestor l' Hôte, Salvatore Cherubini, Alessandro Ricci.
Ekspedycja francusko-toskańska była w Egipcie krótko, od połowy sierpnia 1828 r. do końca listopada 1829 r. Pobyt w Tebach trwał od 8 marca do 4 września 1829 r. Przez dwa tygodnie ekspedycja pracowała w Luksorze, gdzie zajęła się pomiarami, opisem i kopiowaniem scen ze ścian świątyni i obelisków. W tym samym czasie w Karnaku trwały wykopaliska pod kierunkiem rajsa nazywanego Timsa (Krokodyl). Na terenie Gurna 36 robotników nadzorował Abu Sakkara, który wcześniej pracował z agentem skandynawskiego konsula Anastasego, Piccinim. Ekspedycja zamieszkała w domu Picciniego w Drah Abu el-naga, położonym obok grobu TT 161. Champollion nie dostał na badania pieniędzy i finansował je prywatnie: w Karnaku sam, w Gurna razem z Rosellinim.
Odkrycia w Karnaku były skromne: słabo zachowane brązowe figurki wotywne. Na nekropoli tebańskiej, na skraju pustyni pomiędzy Ramesseum a świątynią Seti I w Gurna, odsłonięto kilka nienaruszonych grobów. Champollion napisał w liście do brata z dnia 25 marca: mamy już 18 mumii, ale zabiorę tylko kilka, zwłaszcza greckie, z inskrypcjami greckimi i demotycznymi, a także mumie dziecięce. Najważniejszym odkryciem w Gurna był grób z odkrytą 20 maja mumią piastunki króla Taharki z XXV dynastii. Sarkofagi można oglądać dziś we Florencji. Podczas powierzchniowych wykopalisk w Dolinie Królów odsłonięto m.in. 10 alabastrowych naczyń z depozytu fundacyjnego królowej Hatszepsut. Odkrycie miało miejsce w pobliżu grobowca Ramzesa VI, gdzie urządzono od 23 marca 1829 bazę na czas prac w Dolinie. Najwięcej czasu zajęły prace w grobowcu Seti I, gdzie 2 kwietnia Champollion zorganizował przyjęcie towarzyskie z okazji piątych urodzin swej córki Zoraidy i dla uczczenia pamięci Belzoniego. Z sali z Filarami wycięto wysokiej klasy relief. Swoje postępowanie wobec dekoracji grobowej tłumaczył w liście do brata: ...ośmieliłem się w interesie sztuki wydać działaniu prostackiej piły wspaniałe reliefy w najwspanialszym ze wszystkich grobowców tebańskich. Przywożę przepiękny barwny relief z królewskiego grobowca. Jest to kapitalny obiekt, wart tyle co cała kolekcja. Sprawił mi wiele troski i z pewnością Anglicy w Aleksandrii będą się chcieli o niego procesować, bo uważają się za właścicieli tego grobowca odkrytego przez Belzoniego na koszt p. Salta. Pomimo tych pięknych roszczeń, nastąpi jedno z dwojga: albo mój relief przybędzie do Tulonu albo raczej spocznie na dnie morza, niżby miał wpaść w ręce obcych. W wyniku porozumienia wycięto trzy duże reliefy: z wejścia do trzeciego korytarza w środkowej części grobu (przedstawiający Seti I przed boginią Hathor), z podobnym Rossellini wrócił do Florencji, trzeci, mniejszy, który trafić miał do British Museum także przekazano do Florencji.
Misja przywiozła do Europy kilka tysięcy dokładnych rysunków sporządzonych w świątyniach i grobowcach. Dokumentacja była wierna i dużo lepsza niż wykonana przez ekspedycję Napoleona. Champollion w jednym z listów napisał, że ...należałoby publicznie wychłostać na placu Komisję Egipską, która ośmieliła się opublikować tak nieforemne szkice tych wielkich i pięknych kompozycji.

## Ostatnie lata

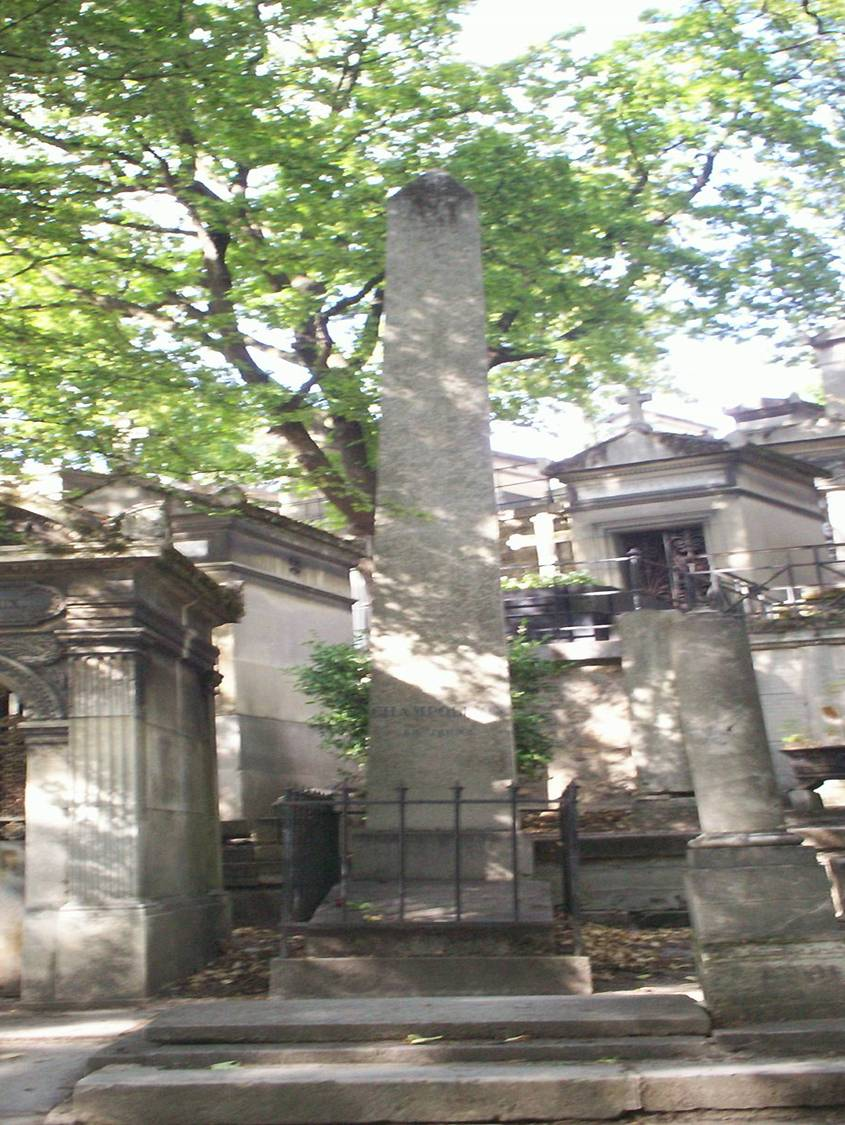
Nagrobek Champolliona na cmentarzu Père-Lachaise

Po trudach trwającej 16 miesięcy wyprawy Champollion powrócił do Francji. 7 maja 1830 został członkiem Akademii Inskrypcji i Literatury, a w 1831 r. – profesorem egiptologii w utworzonej dla niego katedrze w Collège de France. Zajął się także opracowywaniem swojego podręcznika gramatyki staroegipskiej. Pracy tej jednak nie dokończył. Zmarł 4 marca 1832 na udar mózgu i spoczął na cmentarzu Père-Lachaise.

## Krytyka systemu Champolliona
System odczytywania hieroglifów Champolliona nie od razu zdobył akceptację środowiska naukowego. Jedni uważali, że pismo egipskie to rodzaj alfabetu, a skomplikowany system Champolliona określali jako sztuczny i mało przekonujący. Takie poglądy głosili m.in.: angielski badacz Thomas Young i profesor Sylvestre de Sacy. Gustavus Seyffarth, niemiecki orientalista, uważał, że hieroglify miały oznaczać fonogramy i sylaby, a ideogramy i determinatywy uznał jedynie za wymysł Champolliona. Jeszcze inni byli po prostu sceptykami, nie potrafili znaleźć przeciwnych argumentów, lub kierowali się niechęcią wobec Champolliona. Przykładem może być postawa generalnego dyrektora Luwru, księcia Auguste’a de Forbin, a także Edmé-Francois Jomarda, wybitnego uczonego, członka Akademii Nauk i konserwatora Biblioteki Narodowej w Paryżu, wydawcy Description de l’Égypte. Włoski arabista ksiądz Michelangelo Lanci w memoriale opublikowanym w 1825 roku w Rzymie ostro skrytykował dzieło Champolliona, jako nieoparte na Biblii. Później jednak papież Leon XII poparł dokonania Francuza dziękując mu za wielką przysługę oddaną religii.
Wiele prac Champolliona wydano już po jego śmierci, w tym jego Gramatykę egipską (w 1836 r.). Pieczę nad jego dorobkiem sprawował starszy brat oraz jego uczeń Rossellini. System ten poprawił i uzupełnił oraz zdobył dla niego uznanie świata naukowego Niemiec Karl Richard Lepsius, który w 1866 odnalazł dwujęzyczny „Dekret z Kanopos”, potwierdzający niezbicie metodę Champolliona.

## Najwybitniejsze dzieła

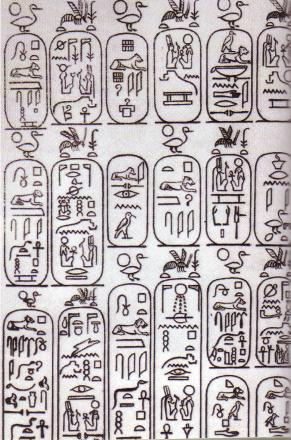
Kartusze z pracy Champolliona Précis du système hiéroglyphique

- L’Egypte sous les pharaons ou recherches sur la géographie, la religion, la langue, les écritures et l’histoire de l’Egypte avant l’invasion de Cambyse. Description géographique, 1811.
- Dictionnaire copte.
- Lettre à monsieur Dacier, secrétaire perpétuel de l’Académie des inscriptions et belles- lettres, relative à l’alphabet des hiéroglyphes phonétiques employés par les Egyptiens pour inscrire sur leurs monuments les titres, les noms, et les surnoms des souverains grecs et romains, 1822.
- Précis du système hiéroglyphique des anciens Egyptiens, ou recherche sur les éléments premiers de cette écriture sacrée, sur les diverses combinaisons et sur les rapports de ce système avec les autres méthodes graphiques égyptiennes, 1824[4].
- Lettres à M. le duc de Blancas d’Aulps, premier gentilhomme de la chambre, pair de France, relative au Musée royal égyptien de Turin, 1824, 1826.
- Catalogue raisonné de plusieurs stèles précieuses. Du musée de Genève, 1826.
- Lettres de Champollion le Jeune, écrites pendant son voyage en Egypte en 1828 et 1829.
- Grammaire Egyptienne, 1836